# عبد الله آغا التوتونجي
عبد الله أغا التوتونجي أو عبد الله باشا التوتنجي خزنة دار بغداد السابق، وهو سياسي عثماني من مماليك العراق أصبح والياً على بغداد من سنة (1225 ه‍/1810 م) إلى (1228 ه‍/1813 م) خلفاً للوالي المقتول سليمان باشا الصغير. وخلفه الوالي سعيد بن سليمان باشا.

## لمحة تاريخية
بعد مقتل سليمان باشا الصغير في يوم الخميس 10 شوال 1225 ه‍، الموافق 7 نوفمبر/ تشرين ثاني 1810 م. دخل حالت أفندي إلى بغداد منتصراً، وكان يحمل فرماناً من السلطان خالياً من الأسم، وكان مخولاً أن يملأه بالأسم الذي يريده، وقد وقع إختياره أخيراً على رجل قدير من المماليك هو عبد الله أغا الملقب بالتوتونجي.
ولم يمض على ذلك سوى شهر حتى نشبت فتنة جديدة محركها عبد الرحمن أغا، الذي لم يكن راضياً عن تنصيب عبد الله التوتونجي ويرغب بجعل سعيد بك ابن سليمان باشا الكبير بدلاً عنه. فاتصل عبد الرحمن باشا برجاله ومنهم الإنكشارية واتجهوا إلى قلعة بغداد لإحتلالها، فانتشر الرعب في بغداد، ونقل أصحاب المحلات بضائعهم إلى بيوتهم مخافة النهب، واستنجد الوالي الجديد عبد الله باشا بعشيرة الجبور وعشيرة العقيل (بلهجة العراق:عگيل) من سكان الكرخ واحتدمت المعركة خمس ساعات إنهزم فيها عبد الرحمن أغا وأصحابه دخلوا بيوتهم وأغلقوا عليهم الأبواب. أما عبد الرحمن فالتجأ إلى الباليوز -أي القنصل البريطاني- فلم يتمكن هذا من حمايته مما اضطر الأغا إلى الفرار من بغداد.

## عبد الله باشا
كان من مماليك سليمان باشا الكبير إشتراه أثناء متسلميته البصرة، كان أمياً، بسيطاً إلا أنه كريم وشجاع. كان جهده إرضاء الدولة ومراعاة مصالحها.لامه المؤرخون لفرار سعيد بك فلم يهدأ له بال، وحاذر من القيام عليه، في حين أن حالت أفندي هو الذي بذر هذه البذرة للتفرقة. وكان ذلك لغرض سياسي أهم من الوزارة، وهو قتال المماليك فيما بينهم ليتيسر للدولة القضاء عليهم وعلى حكمهم.

## معركة غليوين
ان فرار سعيد بك بن سليمان باشا الكبير الذي إستولى عليه الرعب من الوزير عبد الله باشا وخشي أن يصيبه ضرر ففر والتجأ إلى شيخ المنتفق  حمود الثامر  . وعندما علم الوزير بفراره قرر لزوم القبض عليه، فنهض من بغداد بجيش عظيم في 27 شوال 1227 ه‍، وفي طريقه استحصل ما في ذمة عشائر الدليم من الميري، فبقى في الفلوجة بضعة أيام وإستوفى منهم ما تمكن ثم توجه نحو الحلة ومنها إلى الحسكة (الديوانية). وحاول رجاله المقربون إليه عذله عن سفره فلم يفلحوا. فسار حتى وصل قريب من المنتفق، وكان حمود الثامر أيضاً توجه لمقاومته، فجمع نحو عشرين ألفاً بين فرسان ومشاة ونزل على بعد ساعتين من سوق الشيوخ منتظراً الوزير وجيشه. ولكن الشيخ حمود ارسل السفراء متخذاً طريق العذل والإستعفاء عن التقصير فلم يلتفت إلى رسائله الوزير. وفي غرة محرم 1228ه‍ـ تقدم الوزير على شيخ المنتفق وصف صفوفه فإضطر الشيخ على الدفاع. فتقاربوا عند نهر غليوين (تصغير غليون)، وبدأ الترامي بينهم من الضحى إلى وقت الظهر بالمدافع والبنادق. ونظراً لما أثاره الوزير من النيران الحامية تفرق شمل المنتفق، وانتثر عقدهم، وإنهزمت جموعهم الواحد تلو الآخر... ولم يبق إلا القليل ومعهم سعيد بك تجاه الوزير. وكانت طائفة من العثمانيين في خدمة والده (سليمان باشا الكبير) فأرادت ان تقوم بمساعدته تجاه إنعامات والده لها. فراسلت سعيد بك لتكون معه فمالت إليه ولحقت به. وكذا العشائر ممن كانوا مع الوزير إغتنموا الفرصة فنهبوا أثقال الجيش ومتاعه، وذهبوا ولم يبق مع الوزير إلا نحو مائتين من أتباعه ومعه كتخداه طاهر الكهية، فبقي محتاراً في أمره وندم على ما فعل.

## مقتله
عزم الوزير العودة إلى بغداد ولكن المنتفق إنتشروا وأحاطوا به فلم يجد له مخرجاً. وحينئذٍ ظهر أخو حمود وهو محمد السعدون مع نحو مائة فارس فصاحوا بالوزير: لك الراي..لك الراي (والأمان)...!
أخذ الوزير في خيامهم الحربية وبعد ليلة أتوا بهما إلى سوق الشيوخ. وبعد يوم أو يومين مات برغش بن حمود الثامر وكانت أصابته جراح في المعركة وقالوا أن سليمان أغا كهية البوابين جرحه فأخذوه من سعيد بك وأرسلوه إلى سوق الشيوخ وقتلوا الثلاثة هناك. وجاءوا برؤوسهم إلى رئيس القبيلة.
وقد قتل عبد الله باشا وعمره نحو الخمسين عاماً ومدة وزارته مع مدة الوكالة سنتان وخمسة أشهر وثمانية عشر يوما.